# Diplecogaster
Diplecogaster es un género de peces de la familia Gobiesocidae, del orden Gobiesociformes. Este género marino fue descrito por primera vez en 1938 por Alec Frederick Fraser-Brunner.

## Especies
Especies reconocidas del género:
- Diplecogaster bimaculata (Bonnaterre, 1788)
- Diplecogaster ctenocrypta Briggs, 1955[1]
- Diplecogaster euxinica Murgoci, 1964[1]
- Diplecogaster megalops Briggs, 1955
- Diplecogaster pectoralis Briggs, 1955[1]
- Diplecogaster tonstricula R. Fricke, Wirtz & Brito, 2015[1]